# Royal Air Force Balloon Command
Le Royal Air Force Balloon Command était chargé de contrôler toutes les unités de ballons de barrage basées au Royaume-Uni pendant la Seconde Guerre mondiale. Il est issu d'un groupe au sein de la Royal Air Force a été mis sur pied en 1937, une formation plus petite connue sous le nom de No. 30 (Balloon Barrage) Group, par le commodore de l'air John Hearson. Le 1er novembre 1938 le groupe est devenu un commandement basé à la base aérien de Stanmore Park dans le Middlesex. Il était composé d'un quartier général et de plusieurs groupes. Le Balloon Command a été dissous le 5 février 1945.

## Histoire

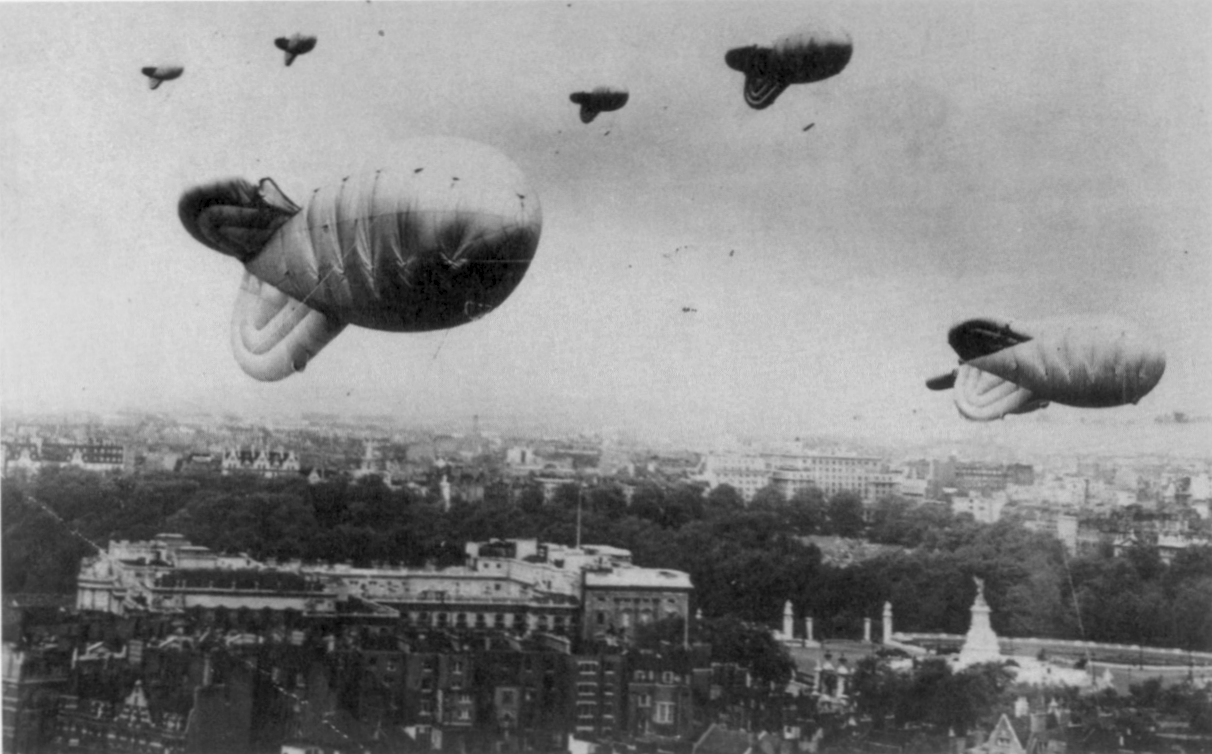
Barrage de ballon au-dessus de Londres.

L'origine des barrages de ballons remonte autour de 1917 quand un ensemble de ballons captifs fut suspendu au-dessus de Londres pour contrecarrer les raids nocturnes allemands mais quand il fut heurté par un avion, toute la structure s'effondra. Les Allemands avaient aussi des barrages pour protéger d'importantes cibles industrielles.
La guerre terminée, les travaux sur les ballons défensifs s'arrêtèrent mais le commandement de la défense aérienne ne cessa de répéter qu'il était nécessaire de pouvoir organiser et maintenir un tel barrage en cas de guerre future. L'état-major de l'air britannique décida en 1936 d'établir un barrage à Londres, les provinces étant laissées sans protection jusqu'à ce que davantage d'expérience soit acquise. Le Comité de Défense impériale approuva l'idée de déployer 450 ballons de barrage pour défendre Londres. Cela marqua le début d'une éventuelle organisation nationale de défense par ballons par l'Auxiliary Air Force, c'est-à-dire une unité composée de volontaires non réguliers.
La No 1 Balloon Training Unit fut ainsi formée à la base de la RAF à Cardington le 9 janvier 1937. Le 17 mars 1937, le premier Balloon Barrage Group No 30 fut formé commandé par un officier de la RAF à la retraite, J. G. Hearon. Comme la situation internationale semblait pointer vers une nouvelle guerre en Europe, le Balloon Command fut formé officiellement le 1er novembre 1938 sous le contrôle du RAF Fighter Command,.
En 1939, le commandement comptait 47 escadrons de ballons de barrage et au début de la guerre en septembre, il y avait 624 ballons opérationnels sur un  total prévu de 1 450. Les chiffres de production ont triplé au fil des mois et en mai 1940, l'objectif d'avant-guerre était atteint sous la menace d'une invasion allemande imminente de la France. La conception et la méthode de vol des ballons avait été améliorés afin de nuire aux bombardements en piqué des avions allemands et permettaient de garder l'ennemi à des hauteurs à portée du tir antiaérien.
La vie du Balloon Command fut courte puisque l'unité de formation des ballons ferma ses portes en 1943, après que plus de 10 000 opérateurs de ballons de la RAF et de la Women's Auxiliary Air Force (WAAF), et quelque 12 000 conducteurs-opérateurs sortirent de ses portes. Les derniers vols de barrage en ballons au Royaume-Uni ont eu lieu à l'automne 1944 ce qui a conduit à la dissolution du Balloon Command en février 1945,.

## Organisation et usages

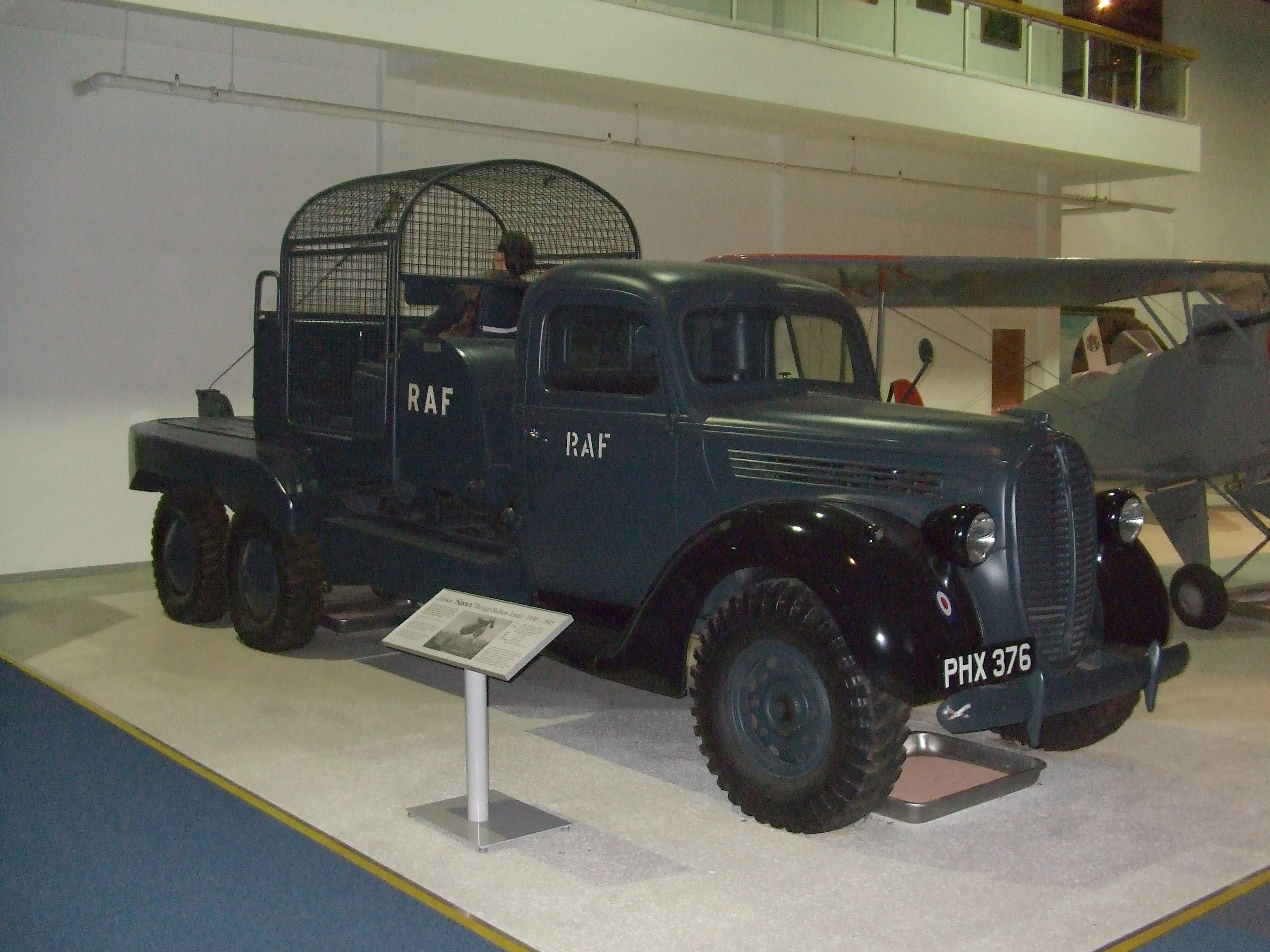
Camion utilisé comme base mobile.

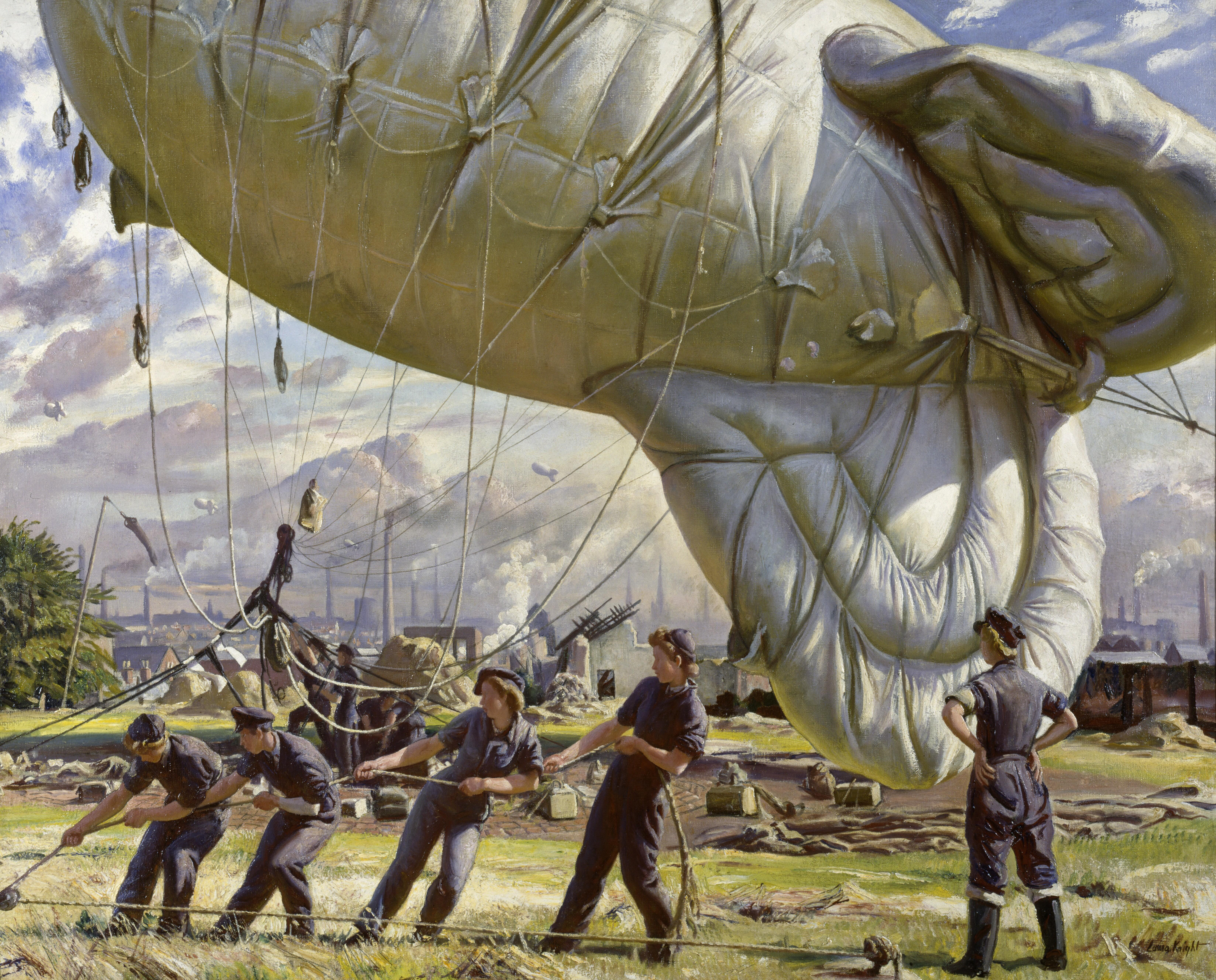
Lancé d'un ballon.

Le Balloon Command divisait la Grande-Bretagne sur une base géographique en groupes, chacun d'eux étant à son tour subdivisé en centres d'opérateurs de ballons responsables du vol. Chaque centre était un dépôt pour l'approvisionnement et la réparation du matériel ainsi que pour l'entretien des ballons mais ceux-ci pouvaient être lancés à partir de sites fixes ou mobiles, là où il était le plus nécessaire pour défendre des zones terrestres et maritimes. Les ballons lancés en mer étaient conçus pour empêcher les avions ennemis de larguer des mines dans les ports et étaient légèrement plus petits que ceux utilisés sur terre.
Il a été décidé de former du personnel des WAAF plutôt que des opérateurs masculins afin de soulager le service actif. Les ballons étaient pilotés par deux caporaux et dix aviateurs, 24 heures sur 24. En 1940, l'idée fut même débattu de permettre à la WAAF de les piloter. Les femmes relevèrent le défi et montrèrent que 14 femmes étaient tout à fait capables de remplacer 10 hommes. Cependant, dans les escadrons partis à l’étranger pour défendre des installations vitales, les opérateurs restèrent des hommes.